# Ada Milea
Ada Milea née le 5 août 1975 à Târgu Mureș est une chanteuse et comédienne roumaine.

## Biographie
Après avoir terminé le lycée Liviu Rebreanu de Bistrița (Transylvanie), profil physique-chimie, Ada Milea s’inscrit au cours de théâtre de l’université de Târgu Mureș. Elle accède aux planches du Théâtre national de Târgu Mureş puis fait un bref séjour au Canada où elle travaille pour le Cirque du Soleil avant de devenir une artiste indépendante.
La Transylvanie a vu éclater des conflits ethniques entre Roumains et Hongrois. L'histoire de son pays est la source d'inspiration de plusieurs chansons appelant à la réconciliation interethnique telles que Cântec pentru reconciliere etnică (« Chant pour la réconciliation ethnique ») dans son premier disque, ou encore Magyar song, dans laquelle elle mélange le hongrois, le roumain et l’anglais.
Ada Milea est aujourd’hui l’une des figures les plus importantes de la scène alternative et underground de la musique roumaine.

## Discographie
| Année de sortie | Album                                 | Maison de disque           |
| --------------- | ------------------------------------- | -------------------------- |
| 1997            | Aberații sonore                       | Fundația Culturală Phoenix |
| 1999            | Republica Mioritică România           | Intercont Music            |
| 2002            | No Mom's Land                         | Green Records              |
| 2003            | Absurdistan                           | Intercont Music            |
| 2003            | De ce fierbe copilul în mămăligă      | Intercont Music            |
| 2003            | Apolodor                              | A&A Records                |
| 2004            | Quijote                               | A&A Records                |
| 2006            | Quixote (version anglophone)          | A&A Records                |
| 2007            | Nasul (avec Bogdan Burlăcianu)        | A&A Records                |
| 2008            | Inventar                              | A&A Records                |
| 2011            | The Island (avec Alexandru Bălănescu) | Saphrane                   |